# Urophyllum argenteum
Urophyllum argenteum är en måreväxtart som beskrevs av Charles-Joseph Marie Pitard. Urophyllum argenteum ingår i släktet Urophyllum och familjen måreväxter.
Artens utbredningsområde är Vietnam. Inga underarter finns listade i Catalogue of Life.